# Wondelgemstraat

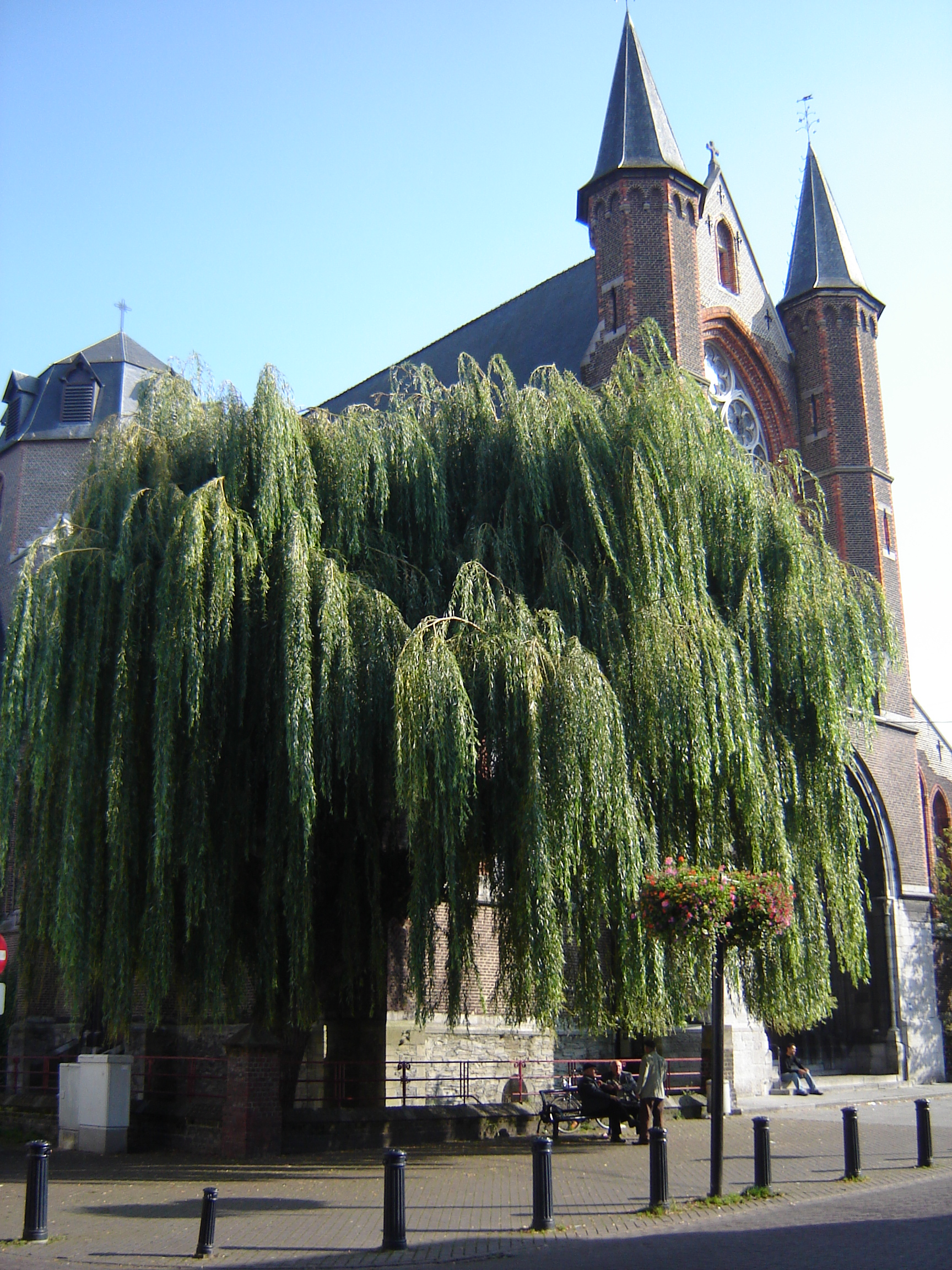
Sint-Jozefskerk aan de Wondelgemstraat

De Wondelgemstraat is een straat in Gent, die het centrum van deze Belgische stad verbindt met deelgemeente Wondelgem. Ze loopt door de wijk Rabot. De Wondelgemstraat is tegenwoordig vooral bekend omwille van zijn Turkse bevolking en telt veel Turkse cafés en winkels.

## Geschiedenis
Vroeger was er in de Rabotwijk textielnijverheid. Het verdwijnen ervan veranderde de wijk en ook de Wondelgemstraat, de winkelstraat van de wijk. Vroeger vervulde de Wondelgemstraat in Gent een rol van algemene winkelstraat, zoals de Veldstraat vandaag nog doet. Tegenwoordig trekt ze echter vooral mensen uit de wijk zelf.
De straat gaat in het noorden via de Wondelgembrug over het Verbindingskanaal, waarna de weg verdergaat als Frans Van Ryhovelaan. Ten zuiden wordt de straat verbonden met het Rabot aan een kruispunt met de Begijnhoflaan aan het Griendeplein.
In 1883 werd in deze straat de neogotische Sint-Jozefskerk ingewijd. De bouw hiervan was noodzakelijk geworden omdat de bevolking zich in die tijd sterk uitbreidde, ten gevolge van de bloei van de textielindustrie.